# Magnus Wolff Eikrem
Magnus Wolff Eikrem, född 8 augusti 1990 i Molde, är en norsk fotbollsspelare som spelar för Molde. Han spelar främst som offensiv mittfältare, men kan spela överallt på mittfältet.

## Karriär
Eikrem började sin fotbollskarriär i den lokala klubben Molde FK innan han som sextonåring värvades av Manchester United 2006. I januari 2011 flyttade han tillbaka till Molde som tränades av den då förra detta reservlagstränaren i Manchester United, Ole Gunnar Solskjær.
Inför säsongen 2013/2014 skrev Eikrem ett fyraårskontrakt med SC Heerenveen.
I januari 2014 skrev han kontrakt med Cardiff City, men i december samma år bröt han kontraktet.
I januari 2015 skrev han på ett treårskontrakt med Malmö FF. Den 16 december 2016 blev Eikrem utsedd till Allsvenskans bästa spelare av spelarna själva.
Eikrem skrev på för Seattle Sounders FC den 30 januari 2018.
Den 25 juli 2018 återvände Eikrem till Molde efter 5 år utomlands, han skrev på ett 4,5 års kontrakt.